# パタラのメトディオス
パタラの聖メトディオス（? - 311年もしくは312年頃、ギリシア語: Μεθόδιος Πατάρων, ロシア語: Мефодий Патарский, 英語: Methodios of Patara）は、4世紀初期に殉教（致命）したギリシャ教父の一人であり主教（司教）。正教会、カトリック教会で聖人とされている。正教会では神品致命者として記憶される。
表記については、現代ギリシャ語からは「メソディオス」と転写し得るほか、日本正教会では教会スラヴ語再建音から「メフォディ」「メホディ」とも転写される。
主教（司教）としての任地を示すため、及び同名聖人との区別のために、聖人の名に付される地名につき、正教会では「パタラのメトディオス」として言及されるが、カトリック教会など西方教会では「オリンポスのメトディオス」（英語: Methodius of Olympus, イタリア語: Metodio di Olimpo）として言及される。リュキア地方のパタラの主教であったという説や、同じくリュキアのオリュンポスの主教だったという説があるなど、実際はどこの主教であったかは異なる伝承が伝えられており、はっきりしていない。
真の修道的謙遜によって知られていたと伝えられる。各種の異端に反駁、特にオリゲネス異端に反対する優れた著作が遺されている。聖書の註解のほか、グノーシス主義への反駁、復活についての教え、倫理についての説教、婚姻および男女の性関係の結果としての出産に神学的根拠を与えている著作など、遺されている著作は多い。特に婚配機密をめぐる見解については、他の聖師父の多くが修道士であったこともあって関心が薄かったこともあり、パタラのメトディオスの婚配に関する教えは聖師父のものとしては貴重である。
エウセビオスはその著『教会史』においてメトディオスに言及していないが、これはオリゲネスに好意的であったエウセビオスの故意によるとの説がある。
311年、もしくは312年頃、キリスト教を迫害していたローマ帝国当局に捕らえられ、斬首されて処刑される（殉教、致命）。正教会における記憶日は6月20日（ユリウス暦使用教会ではグレゴリオ暦の7月3日に相当）。